# Formular

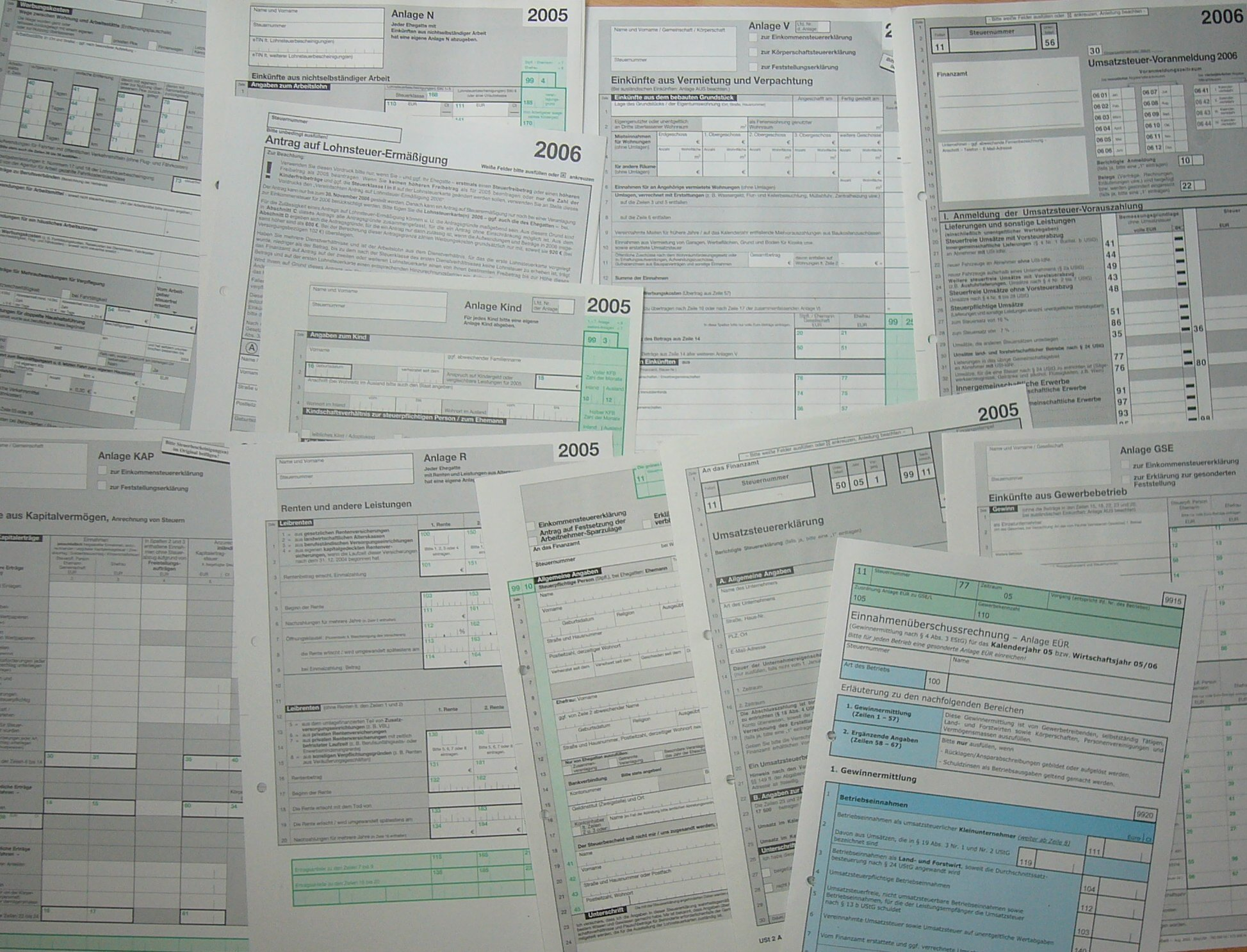
Formulare für Steuererklärungen und Anträge für deutsche Finanzbehörden

Das Formular (oder Formblatt) ist in Wirtschaft und Verwaltung ein Schriftstück, welches ein auf die allgemeinen Merkmale einer Rechtshandlung zugeschnittenes Muster einer Erklärung enthält, das durch die Einfügung von Individualabreden konkretisiert werden muss.

## Etymologie
Das Wort bedeutet „zu den Rechtsformeln gehörig“ (lateinisch formularius), abgeleitet aus „Form, Gestalt“ (lateinisch forma). Es tauchte ersichtlich erstmals 1530 als Lehnwort auf als „eyn kurtz formular“ (ein kurzes Formular). Lange Zeit wurde es als Begriff für das Kanzleibuch, Notariatsbuch oder sonstige Listen verwendet.    

## Allgemeines
Formulare bestimmen den Alltag aller Wirtschaftssubjekte (Privathaushalte, Unternehmen, Behörden) und vereinfachen und beschleunigen durch Standardisierung den Rechts- und Geschäftsverkehr. Es gilt das Sprichwort „Von der Wiege bis zur Bahre – Formulare“, das verdeutlichen soll, dass der Alltag von der Bürokratie beherrscht wird. Formulare kommen vor allem bei typisierten Massengeschäften vor. Besteht Formularzwang, so kann dieser durch Gesetz angeordnet (beispielsweise beim Antrag auf Erlass eines Mahnbescheids gemäß § 703c ZPO) oder durch Vertrag vorgesehen sein (hauptsächlich im Bank- und Versicherungswesen).

## Geschichte
Ende des 7. Jahrhunderts wurde unter dem Titel Marculfi Formulae das erste Formularbuch veröffentlicht. Die darin enthaltenen forma (lat.) bestanden aus Vorlagen für Urkunden, in die nur noch Namen, Datierung und Ortsangaben eingesetzt werden mussten. Das Formularbuch wurde im fränkischen Reich verwendet und beeinflusste spätere, vergleichbare Sammlungen.
Vorgedruckte juristische Formulare aus dem frühen 19. Jahrhundert wurden von Rechtshistorikern entdeckt, welche stark vereinfachte und vorgefertigte Anklageschriften und viele andere juristische Schriftsätze enthielten. Es wird angenommen, dass sich Charles Babbage, ein Mathematiker und Erfinder, das Formular um 1850 erdacht hat. Er erkannte auch bereits den Wert gedruckter, genormter Formulare für die Aufzeichnung von Untersuchungsergebnissen.
Bei der fortgeschrittenen Technik heutzutage ist es mittlerweile Standard, Formulare auch mobil nutzen zu können. Formulare in elektronischer Form auf einem Smartphone oder Tablet verschaffen schnellen Zugriff und können so den Arbeitsalltag erleichtern.

## Arten
Formulare werden in Unternehmen (Meldewesen (Bank)) und Behörden intern verwendet, um bestimmte Arbeitsaufgaben standardisiert erfüllen zu können. Externe Formulare für Kunden (Auftrag, Bestellung, Lastschrift, Überweisung, Echtzeitüberweisung, Zahlungsauftrag, Gesundheitszeugnis) oder Antragsteller bei Behörden (Bauantrag, Meldepflicht, Steuererklärung) zielen ebenfalls darauf ab, bestimmte Mindestangaben und Mindestinformationen zu erhalten, um Rückfragen zu vermeiden.

## Form und Inhalt
In der Regel geben Formulare kurze Textfelder (zum Beispiel „Nachname“, „Vorname“, „Adresse“) und Einfach- (zum Beispiel „verheiratet: ja/nein“) oder Mehrfachauswahlfelder vor.
Formulare vereinfachen die Erhebung von Massendaten, sorgen für Vollständigkeit und schützen vor Mehrdeutigkeiten, die bei freier Wortwahl oder z. B. einem formlosen Antrag auftreten können. Deshalb werden Formulare häufig von Behörden verwendet, um den Erfassungsvorgang zu externalisieren und rechtlich präziser zu machen.
Formulare finden sich auch in HTML-, Word- oder PDF-Dateien, EDIFACT, in Programmiersprachen oder Anwendungsprogrammen.
Aufgrund der kontinuierlichen Etablierung der elektronischen Signatur lösen immer mehr elektronische Formulare ihre gedruckten Versionen ab. Der Vorteil liegt insbesondere darin, dass Prozesse/Verwaltungsgänge komplett webbasiert abgewickelt werden können. Die Bindung an Öffnungszeiten sowie Transportwege entfallen. Ferner können die Daten effizient in Fachverfahren übernommen werden, wodurch sich Kostenreduzierungen und Bearbeitungsbeschleunigungen erzielen lassen. Moderne Formulare verfügen über eine Tag-Struktur, auf die Hilfsmittel für Blinde und Sehbehinderte zugreifen. Mit Hilfe von Screenreadern und Braillezeilen kann diese Personengruppe selbständig durch die Dokumente navigieren.

## Rechtsfragen
Der Rechtsbegriff Formular kommt in vielen Gesetzen vor, wird aber dort als bekannt vorausgesetzt. Formulare und Vordrucke gehören zu den Allgemeinen Geschäftsbedingungen, wenn sie von Verwendern vorformulierte Vertragsbedingungen enthalten. Allgemeine Geschäftsbedingungen sind gemäß § 305 Abs. 1 BGB alle für eine Vielzahl von Verträgen vorformulierten Vertragsbedingungen, die eine Vertragspartei (Verwender) der anderen Vertragspartei bei Abschluss eines Vertrags stellt. Vorgedruckte oder vorformulierte Passagen sind zwischen den Vertragsparteien nicht im Einzelnen ausgehandelt. Das gilt auch für unselbständige Ergänzungen in ergänzungsbedürftigen Formularen, wenn Leerräume durch vorgegebene Alternativen auszufüllen sind oder ein vorformulierter Vorschlag hinzugefügt ist, der durch die Gestaltung des Formulars im Vordergrund steht und die anderen Wahlmöglichkeiten überlagert. Eine Formularklausel, die Leerräume enthält, deren Ausfüllung im Einzelfall vorgesehen und notwendig ist, stellt im Regelfall keine unangemessene Benachteiligung des Kunden dar. Wird jedoch bei der Vervollständigung des Formulars etwas vergessen (etwa ein fehlendes Ankreuzen), so wird die fehlende Ankreuzoption nicht zum Vertragsbestandteil.

## Elektronisches Formular
Das Bundesministerium der Justiz und für Verbraucherschutz kann durch Rechtsverordnung mit Zustimmung des Bundesrates elektronische Formulare einführen (§ 130c ZPO), wobei die Formulare auf einer zu bestimmenden Kommunikationsplattform im Internet zur Nutzung bereitzustellen sind (z. B. Webformulare). So kann im Steuerrecht gemäß § 87a Abs. 3 AO die Schriftform auch durch ein elektronisches Formular ersetzt werden. Eine durch Gesetz für Anträge, Erklärungen oder Mitteilungen an die Finanzbehörden angeordnete Schriftform kann durch die elektronische Form ersetzt werden. Der elektronischen Form genügt ein elektronisches Dokument, das mit einer qualifizierten elektronischen Signatur versehen ist. Bei der Signierung darf eine Person ein Pseudonym nur verwenden, wenn sie ihre Identität der Finanzbehörde nachweist. Die Schriftform kann auch ersetzt werden entweder durch unmittelbare Abgabe der Erklärung in einem normalen elektronischen Formular, das von der Behörde in einem Eingabegerät oder über öffentlich zugängliche Netze zur Verfügung gestellt wird, oder durch Versendung eines elektronischen Dokuments an die Behörde mit der Versandart nach § 5 Abs. 5 De-Mail-Gesetz.

## Amtliche Formulare
Um den Datenaustausch zwischen öffentlicher Verwaltung, Bürgern und Unternehmen auszubauen und fortlaufend zu verbessern, wurde das Formular-Management-System (FMS) der Bundesfinanzverwaltung geschaffen, wo Online-Dienstleistungen und interaktive Formulare der Bundesfinanzverwaltung zur Verfügung gestellt werden. Hierzu gehören unter anderem Formulare des Bundesministeriums der Finanzen und seinen Bundesoberbehörden sowie Formulare der Bundeszollverwaltung. Zu den Nutzern zählen die Bürger (beispielsweise Einkommensteuererklärung: ELSTER), die Unternehmen (etwa Körperschaftsteuererklärung) und die Verwaltung selbst (etwa Antrag auf Beihilfe). Zudem bietet das FMS eine Übersicht über häufig genutzte Formulare, einen gesonderten Formularkatalog mit Steuerformularen sowie eine Formularsuche an.

## Funktionen

### Wirtschaftliche Funktionen
Ein großer Vorteil des Formulars ist, dass ein erheblicher Teil der Schreibarbeit gespart wird. Es entstehen weniger Fehler und daher sind wiederum weniger Korrekturen notwendig. Letztendlich gibt es auch durch die Wiederholung eine geringere Einarbeitungszeit. Elektronische Formulare bieten gegenüber Papierformularen zudem noch einige andere Vorteile, so zum Beispiel die Kostensenkung, da die Produktionskosten für den Druck entfallen, oder eine höhere Verfügbarkeit.

### Organisatorische Funktionen
Der Inhalt wird in eine übersichtliche Ordnung gebracht, sodass wichtige Informationen nicht vergessen werden können. Außerdem sind so beschleunigte Arbeitsabläufe gewährleistet. Knappe Fragen bewirken knappe Antworten.

### Serviceorientierte Funktionen
Ein weiterer Nutzen besteht darin, den Kontakt zwischen Bürger und Verwaltung auf diese Weise zu vereinfachen.